# 1997 au Manitoba
Chronologie du Manitoba
- 1993
- 1994
- 1995
- 1996
- 1997
- 1998
- 1999
- 2000
- 2001

Cette page concerne des événements survenus en 1997 dans la province canadienne du Manitoba.

## Politique
- Premier ministre : Gary Filmon
- Chef de l'Opposition :
- Lieutenant-gouverneur : Yvon Dumont
- Législature :